# Hans Nicolussi
Hans Nicolussi Caviglia (Aosta, 18 de junho de 2000) é um futebolista italiano que atua como meio-campista no Venezia, emprestado pela Juventus.

## Carreira
Revelado nas categorias de base da Juventus, Nicolussi estreou profissionalmente em setembro de 2018 pelo time B da Vecchia Signora, na Série C, entrando como substituto de Idrissa Touré aos 43 minutos do segundo tempo da partida contra o Cuneo. Sua estreia na Série A italiana foi na vitória por 4 a 1 sobre a Udinese, novamente saindo do banco de reservas, desta vez entrando no lugar de Moise Kean. Ele ainda disputaria outro jogo pelo time principal da Juventus, contra a SPAL. Neste jogo, outros 3 jogadores fizeram sua estreia como atletas profissionais da Juve: o atacante Stephy Mavididi e os zagueiros Paolo Gozzi e Grigoris Kastanos.
Em setembro de 2019, foi emprestado ao Perugia, marcando seu primeiro gol como profissional na vitória por 2 a 1 sobre o Sassuolo, pela Copa da Itália. Pelos Grifoni, foram 30 partidas oficiais e 2 gols marcados.
Em outubro de 2020 assinou com o Parma, tendo feito apenas 2 partidas oficiais, contra Pescara e Cosenza (ambas pela Copa da Itália). 2 meses depois, durante um treino da equipe, o meia rompeu o ligamento cruzado anterior do joelho esquerdo e o empréstimo foi cancelado. De volta ao time reserva da Juventus, Nicolussi passou por uma cirurgia no menisco do mesmo joelho lesionado em agosto de 2021 e ficou afastado dos gramados por mais 3 meses. Após quase um ano sem jogar, entrou em campo na partida contra o Südtirol, válida pela Coppa Italia Serie C, tendo feito o único gol juventino na derrota por 2 a 1. Porém, uma inflamação no joelho esquerdo causada em decorrência de resíduos na articulação fez com que ele ficasse novamente sem poder atuar até maio de 2022, quando entrou em campo frente ao Pro Vercelli. Ele ainda seria relacionado para a decisão da Copa da Itália contra a Internazionale, mas não saiu do banco de reservas.
Em julho do mesmo ano, foi novamente emprestado, desta vez ao Südtirol, que disputaria a Série B italiana pela primeira vez em sua história. Em quase 6 meses de empréstimo, Nicolussi atuou em 18 jogos e marcou 2 gols.
Foi reintegrado ao elenco principal da Juventus em janeiro de 2023, antes de ser emprestado para a Salernitana até o final da temporada, com opção e contra-opção de compra. A passagem de Nicolussi pela equipe da Campânia durou 12 jogos, com um gol marcado.
Reintegrado novamente ao time da Juventus, Nicolussi faria sua reestreia como atleta do elenco principal da Vecchia Signora em novembro de 2023, na vitória por 2 a 1 sobre o Cagliari, substituindo Andrea Cambiaso aos 43 minutos da segunda etapa. As partidas contra Internazionale e Monza, no mesmo mês, foram as primeiras do meio-campista como titular da Juve - na última, deu um passe para o gol de Adrien Rabiot.
Em maio de 2024, o técnico Massimiliano Allegri escalou Nicolussi para a vaga deixada por Manuel Locatelli, que estava suspenso da final da Copa da Itália contra a Atalanta. Em agosto, a Juventus emprestou o meio-campista ao Venezia, com opção de compra ao final do período.

## Carreira internacional
Convocado para as seleções de base da Itália entre 2016 e 2020, Nicolussi participou, em dezembro de 2022, de uma sessão de treinos da seleção principal, comandada por Roberto Mancini, que mirava os jogadores mais promissores do país.

## Títulos
Juventus
- Campeonato Italiano: 2018–19
- Copa da Itália: 2023–24[22]